# Swallow the Sun
Swallow the Sun – fiński zespół death doom metalowy założony wiosną 2000 r. przez Juha Raivo. Pierwsze, 4-utworowe, demo Out of This Gloomy Light zostało nagrane w styczniu 2003. Jeszcze w tym samym roku zespół podpisał kontrakt płytowy z fińską wytwórnią Firebox Records i wydali swój debiutancki album The Morning Never Came.

## Dyskografia
| 2003                           | The Morning Never Came - Data: 15 listopada 2003 - Wydawca: Firebox Records                      | –  | –  |
| 2005                           | Ghosts of Loss - Data: 24 sierpnia 2005 - Wydawca: Firebox Records                               | 8  | –  |
| 2007                           | Hope - Data: 7 lutego 2007 - Wydawca: Spinefarm Records                                          | 3  | –  |
| 2009                           | New Moon - Data: 4 listopada 2009 - Wydawca: Spinefarm Records                                   | 10 | –  |
| 2012                           | Emerald Forest and the Blackbird - Data: 1 lutego 2012 - Wydawca: Spinefarm Records              | 2  | –  |
| 2015                           | Songs from the North I, II & III - Data: 13 listopada 2015 - Wydawca: Century Media Records      | 7  | 52 |
| 2019                           | When a Shadow Is Forced into the Light - Data: 25 stycznia 2019 - Wydawca: Century Media Records | 1  | 33 |
| 2021                           | Moonflowers - Data: 19 listopada 2021 - Wydawca: Century Media Records                           | 2  | 58 |
| „–” pozycja nie była notowana. |                                                                                                  |    |    |

| 2021                           | 20 Years of Gloom, Beauty and Despair: Live in Helsinki - Data: 2021 - Wydawca: Century Media Records | 5 |
| „–” pozycja nie była notowana. | |   |

| 2008                           | Plague of Butterflies (EP) - Data: 17 września 2008 - Wydawca: Spinefarm Records | 1 |
| „–” pozycja nie była notowana. |                                                                                  |   |

| 2005                           | Forgive Her...    | 4 | Ghosts of Loss                   |
| 2007                           | Don't Fall Asleep | 3 | Hope                             |
| 2009                           | New Moon          | – | New Moon                         |
| 2012                           | Silent Towers     | – | Emerald Forest and the Blackbird |
| 2018                           | Lumina Aurea      | – | –                                |
| 2021                           | Woven into Sorrow | – | Moonflowers                      |
| 2021                           | Enemy             | – | Moonflowers                      |
| „–” pozycja nie była notowana. |                   |   |                                  |

| Rok  | Tytuł                                                                  |
| ---- | ---------------------------------------------------------------------- |
| 2003 | Out of This Gloomy Light - Data: 2003 - Wydawca: brak (wydanie własne) |